# Ban
En la jerga informática, se llama ban o baneo a una restricción —total, parcial, temporal o permanente— de un usuario dentro de un sistema informático, generalmente una red. Al igual que muchos otros términos de la jerga informática, ban proviene del inglés y significa ‘prohibición’. Las palabras que la RAE y la Fendéu recomiendan para denominar a esta acción son «bloquear», «suspender», «prohibir», «restringir», «cancelar», etc; como sucede en otros entornos, por ejemplo «le han cancelado la licencia de conducir», o bien «le han retirado el carnet de conducir».

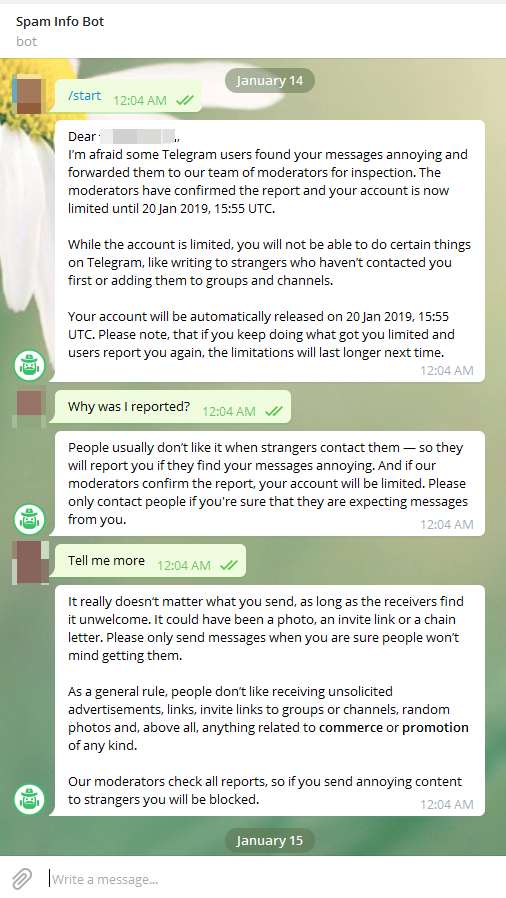
Usuario de Telegram con un baneo temporal por enviar spam a desconocidos

En Internet, este tipo de medidas son comunes en casi todo tipo de sistema donde ocurre una interacción entre múltiples usuarios, como canales de conversación, foros y juegos en línea.
En Internet la restricción suele basarse en la dirección IP de los usuarios, ya que es el único método seguro y práctico de identificación de los mismos. Estas restricciones consisten en bloquear el acceso de dicha IP a determinadas acciones dentro del servidor. Por ejemplo, en la Wikipedia, un bloqueo evita modificar la información, pero no acceder a la misma, en otros servidores, puede realizarse un bloqueo general. Sin embargo, el bloqueo no está exento de polémica, ya que gran parte de los operadores que ofrecen acceso a Internet proporcionan direcciones IPs dinámicas, es decir que van cambiando para cada usuario, lo cual significa que el bloqueo de dicha IP puede afectar a otros usuarios distintos a los cuales iba dirigido en un primer momento el bloqueo.
Además de restricciones por IP, se realizan restricciones por nombre de usuario o por cuentas si el propietario de una cuenta en determinado sistema está violando las condiciones del servicio o código de conducta.
También se aplica a algunos procedimientos que realizan los buscadores cuando se encuentran con documentos web que contienen información falaz capaz de distorsionar los posicionamientos o rankings en las búsquedas. Por ejemplo, el uso de "texto invisible" puede ser motivo de bloqueos por parte de algunos buscadores a ese determinado documento al igual que la repetición indiscriminada del mismo término en el metatag "keyword" (que será considerado "spam"). De esa manera, el autor de esa web habrá conseguido el efecto contrario al deseado: no solo no se ubicará en la mejor posición, sino que se tornará invisible a determinados buscadores.
Los moderadores y administradores de redes sociales y foros utilizan el bloqueo para negar el acceso a los usuarios que han infringido sus reglas y probablemente lo volverán a hacer a fin de garantizar una discusión pacífica y ordenada. Las razones comunes para el bloqueo son el spam, el troleo y el flaming. Algunos critican casos de uso de baneos por parte de administradores de grandes sitios web como Twitter, diciendo que estas prohibiciones pueden tener motivaciones políticas o financieras. Sin embargo, los sitios web tienen el derecho legal de decidir quién puede publicar, y los usuarios a menudo responden "votando con los pies" y yendo a un lugar donde los administradores consideran aceptable su comportamiento.

## Uso de Proxys
Gran parte de los bloqueos por IP pueden saltarse arbitrariamente utilizando Proxy(s), es decir, dispositivos intermedios o que actúan como intermediarios al solicitar la información al servidor. Esto es, si el usuario A quiere acceder a la información del usuario C, utilizará como intermediario un usuario B, que será el que realice la petición de información y la envíe al usuario A o en caso contrario envíe información, esto evitará que el usuario A sea detectado. 
Es preferible no utilizar proxy(s) abiertos, ya que la gran mayoría son detectados y bloqueados por Clientes de correo y otros servicios. También es recomendable que los Proxy(s) utilizados sean de confianza y que preferentemente utilicen conexiones cifradas SSL para aumentar la privacidad.